# リップ・モーガン
"ビッグフット" リップ・モーガン（"Bigfoot" Rip Morgan、本名：Mike Morgan、1957年8月20日 - ）は、ニュージーランド・ウェリントン出身の元プロレスラー。
地元のニュージーランドでデビュー後、アメリカのマット界に進出し、ヒールの大型ラフ&パワーファイターとして活動した。

## 来歴
ニュージーランドのNWA傘下団体だったオールスター・プロレスリングにおいて、1981年にデビュー。1983年9月8日、トーナメントの決勝でサモアン・ジョー（ジョゼフ・アファ・マサガ）を下し、空位となっていたニュージーランド・ヘビー級王座を獲得した。
アメリカに進出後の1985年より、テネシー州メンフィスのCWAにおいて、ザ・シープハーダーズのマネージャーだったジョナサン・ボイドとキーウィ・シープハーダーズ（The Kiwi Sheepherders）と呼ばれる別チームのシープハーダーズを結成。翌1986年にかけて、スティーブ・カーン&スタン・レーンのファビュラス・ワンズとAWA南部タッグ王座を巡る抗争を繰り広げた。
ボイドとのコンビを解消後、プエルトリコのWWCやテキサス州ダラスのWCCWを経て、1988年4月からはNWAのジム・クロケット・プロモーションズに登場。バグジー・マグロー、ディック・マードック、イワン・コロフ、ニキタ・コロフ、リッキー・モートン、ロン・シモンズらと対戦したほか、ブッチ・ミラー&ルーク・ウィリアムスのオリジナル・シープハーダーズともトリオを組んだ。モーガンはミラーの甥ともされる。
1989年1月、新日本プロレスの『新春黄金シリーズ』に初来日。ビッグバン・ベイダー&バンバン・ビガロと大型トリオを結成し、アントニオ猪木とのシングルマッチも行われた。同年5月の『日米ソ3国対抗戦シリーズ』への再来日では米国チームの一員となり、スティーブ・ウィリアムスともタッグを組んでいる。日本では、ブルーザー・ブロディを彷彿させる風貌とファイトスタイルから「超獣2世」なる異名も付けられた。
アメリカではジム・クロケット・プロモーションズを買収したWCWに継続参戦しており、1989年4月2日の『NWAクラッシュ・オブ・ザ・チャンピオンズ』においてスティングの世界TV王座に挑戦。その後、ジャック・ビクトリーとニュージーランド・ミリティア（The New Zealand Militia）なるニュージーランド特殊部隊ギミックのタッグチームを結成、シェーン・ダグラス&ジョニー・エースのダイナミック・デューズと抗争を展開する。後にロイヤル・カンガルーズにあやかった王侯貴族ギミックのロイヤル・ファミリー（The Royal Family）とチーム名を変更させ、スタイナー・ブラザーズやロード・ウォリアーズとも対戦した。
1990年8月には全日本プロレスの『サマー・アクション・シリーズ』に来日。開幕戦ではスコッティ・ザ・ボディと組んでジャイアント馬場&ラッシャー木村と対戦した。同年12月16日にはWCWの『スターケード1990』で行われたインターナショナル・タッグチーム・トーナメントに、ニュージーランド代表チームとしてビクトリーとのロイヤル・ファミリーで出場したが、1回戦でマサ斎藤とグレート・ムタの日本代表チームに敗退している。
1991年にWCWを離れ、ダラスのGWFやジム・コルネット主宰のスモーキー・マウンテン・レスリングなどのインディー団体を転戦。1993年にはドイツに遠征し、オットー・ワンツが主宰していたキャッチ・レスリング・アソシエーションに参戦。ランボー、デイブ・テイラー、ミレ・ツルノ、トニー・セント・クレアーなどと対戦し、海外武者修行中の山本広吉ともタッグを組んだ。
セミリタイア後はニュージーランドに帰国して、首都ウェリントンにおいてキーウィ・プロ・レスリング（Kiwi Pro Wrestling）を主宰、2006年から2013年にかけて団体のCEOを務めた。

## 得意技
- ラリアット[1]
- フライング・クローズライン[4]
- ビッグ・ブート[4]

## 獲得タイトル
オールスター・プロレスリング
- ニュージーランド・ヘビー級王座：1回[7]

コンチネンタル・レスリング・アソシエーション
- AWA南部タッグ王座：5回（w / ジョナサン・ボイド）[9]